# Белмонте Кастело
Белмонте Кастело (итал. Belmonte Castello) је насеље у Италији у округу Фрозиноне, региону Лацио.
Према процени из 2011. у насељу је живело 323 становника. Насеље се налази на надморској висини од 306 м.

## Становништво
| 1931. | 1936. | 1951. | 1961. | 1971. | 1981. | 1991. | 2001. | 2011. |
| ----- | ----- | ----- | ----- | ----- | ----- | ----- | ----- | ----- |
| 1.049 | 1.028 | 988   | 874   | 850   | 783   | 781   | 765   | 778   |